# Marco Tauleigne

a Compétitions nationales et continentales officielles uniquement.

b Matchs officiels uniquement.
Dernière mise à jour le 8 décembre 2021.
Marco Tauleigne, né le 30 août 1993 à Montélimar (Drôme), est un joueur international français de rugby à XV qui joue au poste de troisième ligne centre au Montpellier Hérault rugby.
Il commence sa carrière professionnelle dans le club de CS Bourgoin-Jallieu, rétrogradé en Fédérale 1 pour des problèmes financiers et remonté en Pro D2 à l'issue de la saison. Il y est resté jusqu'en 2013. Durant ce périple, il intègre le pôle France de Marcoussis en 2011.

## Biographie

### Premier pas dans le rugby
Enfant, il n'aimait pas le rugby. Il a donc débuté ses premiers pas dans ce sport à 4 ans dans le club du Teil où son père était éducateur. Il a commencé à apprécier ce sport quand ses copains sont venus jouer avec lui vers l'âge de 10 ans environ.

### Parcours professionnel
Laurent Marti le recrute au CS Bourgoin-Jallieu en 2013 pour aller à l'Union Bordeaux Bègles. En 2016, il a décroché le titre de champion de France avec l'équipe espoir de l'UBB. Il a aussi déjà porté le maillot de l'équipe de France, mais chez les moins de 20 ans. Marco Tauleigne, à son poste de 3ème ligne, performe avec son club actuel Montpellier Hérault Rugby en inscrivant 20 points en 41 matchs joués toutes compétitions confondues,.
En juin 2017, il est sélectionné pour jouer avec les Barbarians français qui affrontent l'équipe d'Afrique du Sud A les 16 et 23 juin en Afrique du Sud. Titulaire lors des deux rencontres, il inscrit un essai lors de la seconde mais les Baa-baas s'inclinent 36 à 28 à Durban puis 48 à 28 à Soweto.
Il est sélectionné en équipe de France pour jouer le 14 novembre 2017 contre les All Blacks au Groupama Stadium. Ce match qui se déroule sans les principaux joueurs de l'équipe de France ne compte pas comme une sélection officielle.
Il honore sa première cape internationale en équipe de France le 3 février 2018 contre l'Irlande lors du Tournoi des Six Nations 2018, à la suite de la prise de fonction du nouveau sélectionneur Jacques Brunel. Il poursuit la suite de l'édition titulaire au poste de 3e ligne centre.
En 2021, il s'engage avec le club de Montpellier pour trois saisons.

## Palmarès

### En club
- CS Bourgoin-Jallieu
  - Finaliste du Championnat de France de Fédérale 1 en 2013
- Union Bordeaux Bègles
  - Vainqueur du Championnat de France espoirs en 2016
- Montpellier HR
  - Vainqueur du Championnat de France en 2022

### En sélection nationale

#### Tournoi des Six Nations
| Édition                      | Rang | Résultats France | Résultats Tauleigne | Matchs Tauleigne |
| ---------------------------- | ---- | ---------------- | ------------------- | ---------------- |
| Tournoi des Six Nations 2018 | 4e   | 2 v, 0 n, 3 d    | 2 v, 0 n, 3 d       | 5/5              |

Légende : v = victoire ; n = match nul ; d = défaite ; la ligne est en gras quand il y a Grand Chelem.

## Vie privée
Toute sa famille pratique cette discipline, son père, Michel Tauleigne qui lui aussi avait gagné la Coupe Frantz Reichel en 1984 avec l'équipe de La Voulte, et son frère Thibault Tauleigne qui lui a perdu dans cette compétition (la poule 2) en finale avec l'équipe espoir d'Oyonnax. Il était lié au club de l'Union Bordeaux Bègles jusqu'en 2019.